# Czarne Dolne (gromada)
Czarne Dolne – dawna gromada, czyli najmniejsza jednostka podziału terytorialnego Polskiej Rzeczypospolitej Ludowej w latach 1954–1972.
Gromady, z gromadzkimi radami narodowymi (GRN) jako organami władzy najniższego stopnia na wsi, funkcjonowały od reformy reorganizującej administrację wiejską przeprowadzonej jesienią 1954 do momentu ich zniesienia z dniem 1 stycznia 1973, tym samym wypierając organizację gminną w latach 1954–1972.
Gromadę Czarne Dolne z siedzibą GRN w Czarnem Dolnem utworzono – jako jedną z 8759 gromad na obszarze Polski – w powiecie kwidzyńskim w woj. gdańskim na mocy uchwały nr 19/III/54 WRN w Gdańsku z dnia 5 października 1954. W skład jednostki wszedł obszar dotychczasowej gromady Czarne Dolne oraz miejscowości Pawłowo i Przęsławek z dotychczasowej gromady Pawłowo ze zniesionej gminy Czarne Dolne w tymże powiecie. Dla gromady ustalono 14 członków gromadzkiej rady narodowej.
1 stycznia 1959 do gromady Czarne Dolne włączono miejscowości Trumieje, Klecewo, Wilkowo i Czarnotki ze zniesionej gromady Trumieje w tymże powiecie.
1 stycznia 1972 gromadę zniesiono, a jej obszar włączono do gromad: Gardeja (miejscowości Czarne Dolne, Czarne Górne, Czarne Małe, Pawłowo i Przęsławek) i Wandowo (miejscowości Klecewo, Wilkowo i Trumieje) w tymże powiecie.